# Bundesliga austriacka w piłce nożnej (1997/1998)
Bundesliga 1997/1998 (znana jako max.Bundesliga ze względów sponsorskich) była 87 edycją najwyższej klasy rozgrywkowej piłki nożnej na Austrii.
Brało w niej udział 10 drużyn, które w okresie od 9 lipca 1997 do 16 maja 1998 rozegrały 36 kolejek meczów.
Obrońcą tytułu była drużyna Austria Salzburg. Mistrzostwo po raz pierwszy w historii zdobyła drużyna Sturm Graz.

## Drużyny
| Uczestnicy poprzedniej edycji                                                                                 | Uczestnicy poprzedniej edycji | Uczestnicy poprzedniej edycji | Uczestnicy poprzedniej edycji |
| --- | ----------------------------- | ----------------------------- | ----------------------------- |
| SAL | Austria Salzburg              | 1                             |                               |
| RPD | Rapid Wiedeń                  | 2                             |                               |
| STR | Sturm Graz                    | 3                             |                               |
| TIN | Tirol Innsbruck               | 4                             |                               |
| GAK | Grazer AK                     | 5                             |                               |
| AWI | Austria Wiedeń                | 6                             |                               |
| LIN | LASK Linz                     | 7                             |                               |
| RIE | SV Ried                       | 8                             |                               |
| LIN | FC Linz                       | 9                             |                               |
| po barażu |                               |                               |                               |
| ADM | Admira Wacker                 | 10                            |                               |
| Awans z 2. Division                                                                                           |                               |                               |                               |
| ALU | Austria Lustenau              | 1                             |                               |
| Oznaczenia: - kolumna pierwsza – skróty nazw drużyn, - kolumna trzecia – miejsce zajęte w poprzednim sezonie. |                               |                               |                               |

## Tabela
| Lp. | Drużyna                       | M  | Z  | R  | P  | B+ | B- | +/– | Pkt | Kwalifikacja lub spadek                      |
| --- | ----------------------------- | -- | -- | -- | -- | -- | -- | --- | --- | -------------------------------------------- |
| 1   | Sturm Graz (M)                | 36 | 24 | 9  | 3  | 80 | 28 | +52 | 81  | Liga Mistrzów UEFA • II runda kwalifikacyjna |
| 2   | Rapid Wiedeń                  | 36 | 18 | 8  | 10 | 42 | 36 | +6  | 62  | Puchar UEFA • II runda kwalifikacyjna        |
| 3   | Grazer AK                     | 36 | 18 | 7  | 11 | 53 | 33 | +20 | 61  | Puchar UEFA • II runda kwalifikacyjna        |
| 4   | Austria Salzburg              | 36 | 16 | 8  | 12 | 48 | 33 | +15 | 56  | Puchar Intertoto UEFA (1998)                 |
| 5   | LASK Linz                     | 36 | 17 | 4  | 15 | 67 | 58 | +9  | 55  |                                              |
| 6   | Tirol Innsbruck               | 36 | 12 | 12 | 12 | 49 | 51 | −2  | 48  |                                              |
| 7   | Austria Wiedeń                | 36 | 10 | 10 | 16 | 39 | 54 | −15 | 40  | Puchar Intertoto UEFA (1998)                 |
| 8   | SV Ried (P)                   | 36 | 10 | 9  | 17 | 42 | 55 | −13 | 39  | Puchar Zdobywców Pucharów • I runda          |
| 9   | Austria Lustenau              | 36 | 6  | 14 | 16 | 38 | 59 | −21 | 32  |                                              |
| 10  | VfB Admira/Wacker Mödling (S) | 36 | 5  | 7  | 24 | 34 | 85 | −51 | 22  | spadek do 1. Division                        |

1. ↑  24 czerwca 1997 przed rozpoczęciem sezonu SCN Admira/Wacker połączył się z VfB Mödling. Ugoda ze starym SCN Admira/Wacker została zakończona 25 września 1997. Nowy klub przyjął nazwę VfB Admira/Wacker Mödling.'"`UNIQ--ref-0000000A-QINU`"'

## Wyniki
| Gospodarz \ Gość          | ADM | ALU | SAL | AWI | GAK | LIN | RWI | RIE | STU | TIR | ADM | ALU | SAL | AWI | GAK | LIN | RWI | RIE | STU | TIR |
| ------------------------- | --- | --- | --- | --- | --- | --- | --- | --- | --- | --- | --- | --- | --- | --- | --- | --- | --- | --- | --- | --- |
| VfB Admira/Wacker Mödling |     | 1–1 | 2–1 | 1–6 | 0–4 | 1–5 | 1–2 | 0–1 | 1–3 | 3–2 |     | 3–0 | 0–0 | 1–1 | 1–4 | 0–3 | 0–1 | 1–1 | 2–4 | 2–4 |
| Austria Lustenau          | 5–0 |     | 2–0 | 0–0 | 0–1 | 4–1 | 0–0 | 0–2 | 1–1 | 1–1 | 2–2 |     | 1–0 | 3–1 | 2–3 | 4–1 | 1–1 | 1–1 | 0–3 | 0–0 |
| Austria Salzburg          | 1–0 | 5–1 |     | 0–0 | 2–1 | 1–1 | 5–2 | 2–0 | 1–2 | 2–1 | 4–0 | 2–0 |     | 0–0 | 0–0 | 2–1 | 1–0 | 1–0 | 1–1 | 1–1 |
| Austria Wiedeń            | 3–0 | 3–1 | 2–1 |     | 1–0 | 3–0 | 0–3 | 3–0 | 1–1 | 0–4 | 1–2 | 1–1 | 1–2 |     | 0–1 | 1–4 | 1–1 | 1–0 | 1–1 | 1–2 |
| Grazer AK                 | 3–0 | 3–1 | 2–1 | 5–1 |     | 1–0 | 3–0 | 3–0 | 0–4 | 3–0 | 2–1 | 1–0 | 0–2 | 1–0 |     | 1–3 | 0–1 | 3–0 | 0–0 | 1–2 |
| LASK Linz                 | 1–0 | 1–0 | 1–1 | 4–1 | 2–2 |     | 2–0 | 1–1 | 2–0 | 4–2 | 3–5 | 1–0 | 0–2 | 1–2 | 1–0 |     | 5–0 | 2–0 | 4–0 | 3–1 |
| Rapid Wiedeń              | 0–0 | 1–0 | 0–3 | 2–0 | 1–1 | 3–1 |     | 3–0 | 0–2 | 1–0 | 2–0 | 4–1 | 0–1 | 0–0 | 2–0 | 2–1 |     | 1–0 | 1–3 | 0–0 |
| SV Ried                   | 3–1 | 1–1 | 2–0 | 0–1 | 0–0 | 1–4 | 2–2 |     | 1–1 | 2–0 | 2–1 | 1–1 | 3–1 | 3–1 | 0–1 | 6–1 | 1–2 |     | 1–4 | 1–3 |
| Sturm Graz                | 4–0 | 6–0 | 1–0 | 0–0 | 2–1 | 4–1 | 1–0 | 2–0 |     | 2–0 | 2–0 | 5–1 | 1–0 | 5–0 | 2–1 | 2–1 | 0–1 | 4–1 |     | 2–2 |
| Tirol Innsbruck           | 2–0 | 1–1 | 2–1 | 2–1 | 0–0 | 3–0 | 0–1 | 1–1 | 1–4 |     | 2–2 | 1–1 | 2–1 | 2–0 | 1–1 | 2–1 | 0–2 | 1–4 | 1–1 |     |

## Najlepsi strzelcy
| Bramki | Strzelcy             | Drużyna             |
| ------ | -------------------- | ------------------- |
| 23     | Geir Frigård         | LASK Linz           |
| 17     | Mario Haas           | Sturm Graz          |
| 15     | Herfried Sabitzer    | Grazer AK           |
| 15     | Hannes Reinmayr      | Sturm Graz          |
| 14     | Ivica Vastić         | Sturm Graz          |
| 11     | Gerald Strafner      | SV Ried / Grazer AK |
| 10     | Francis Severeyns    | Tirol Innsbruck     |
| 10     | Christian Mayrleb    | Tirol Innsbruck     |
| 9      | Tamás Tiefenbach     | Austria Lustenau    |
| 9      | Eduard Glieder       | Austria Salzburg    |
| 9      | Markus Weissenberger | LASK Linz           |
| 9      | Zeljko Radovic       | Grazer AK           |

Źródło: .

## Stadiony
| VfB Admira/Wacker Mödling |
| ------------------------- |
| Bundesstadion Südstadt    |
| 12 000                    |
|                           |

| Austria Lustenau |
| ---------------- |
| Reichshofstadion |
| 8 800            |
|                  |

| Austria Salzburg |
| ---------------- |
| Lehener Stadion  |
| 14 457           |
|                  |

| Austria Wiedeń     |
| ------------------ |
| Franz Horr Stadion |
| 17 500             |
|                    |

| Grazer AK Sturm Graz          |
| ----------------------------- |
| Arnold Schwarzenegger Stadion |
| 16 364                        |
|                               |

| LASK Linz    |
| ------------ |
| Gugl Stadion |
| 18 000       |
|              |

| Rapid Wiedeń            |
| ----------------------- |
| Gerhard-Hanappi-Stadion |
| 18 442                  |
|                         |

| SV Ried        |
| -------------- |
| Rieder Stadion |
| 8 000          |
|                |

| Tirol Innsbruck |
| --------------- |
| Tivoli Stadion  |
| 15 922          |
|                 |

Źródło: .